# República Socialista de Bosnia y Herzegovina
La República Socialista de Bosnia y Herzegovina, abreviado como RS de Bosnia y Herzegovina (en serbocroata: Socijalistička República Bosna i Hercegovina, cirílico: Социјалистичка Pепублика Босна и Херцеговина) fue una república constituyente de la antigua República Federativa Socialista de Yugoslavia. Fue denominada inicialmente como Estado Federado de Bosnia y Herzegovina (Федерална Држава Босна и Херцеговина, Federalna Država Bosna i Hercegovina) entre 1943 y 1945, y como República Popular de Bosnia y Herzegovina (Народна Република Босна и Херцеговина, Narodna Republika Bosna i Hercegovina) entre 1945 y 1963. Es el predecesor de la actual Bosnia y Herzegovina, y se formó durante una sesión de la resistencia antifascista en Mrkonjić Grad el 25 de noviembre de 1943. La República socialista se disolvió en 1990, cuando abandonó las instituciones comunistas y aprobó sistemas democráticos. La República de Bosnia y Herzegovina declaró su independencia de Yugoslavia en 1992, dando lugar a la Guerra de Bosnia.
La capital era la ciudad de Sarajevo, que se mantuvo tras la independencia.

## Historia
Debido a su posición geográfica central dentro de la República Federativa Socialista de Yugoslavia, la Bosnia de la posguerra fue seleccionada estratégicamente como base para el desarrollo de la industria de defensa militar. Esto contribuyó a una gran concentración de armas y personal militar en Bosnia; un factor importante en la guerra que siguió a la desintegración de Yugoslavia en los años noventa.
Sin embargo, la existencia de Bosnia dentro de Yugoslavia, en su mayor parte, fue pacífica y próspera. Siendo una de las repúblicas más pobres a principios de la década de 1950, se recuperó económicamente rápidamente, aprovechando sus extensos recursos naturales para estimular el desarrollo industrial. La doctrina comunista yugoslava de "hermandad y unidad" se adaptaba particularmente a la sociedad diversa y multiétnica de Bosnia que, debido a un sistema de tolerancia tan impuesto, prosperó cultural y socialmente. Las mejoras a la tolerancia cultural a lo largo de Bosnia y Herzegovina culminaron con la selección de Sarajevo para albergar los Juegos Olímpicos de Invierno de 1984.
El gobierno provisional se centró en la reconstrucción del territorio que había sido devastado por la Segunda Guerra Mundial; se construyeron nuevas vías férreas, carreteras, fábricas y plantas hidroeléctricas. Experimentó un gran desarrollo la industria, especialmente metalúrgica, de propósito especial, mecánica, alimenticia, textil, producción de medicamentos, construcción de sistema de energía eléctrica, centrales hidroeléctricas, nuevas ciudades y fábricas, escuelas e instituciones de educación superior, hospitales, centros de salud, establecimiento de sistemas de salud y protección social para toda la población. 
Todo este acelerado desarrollo económico y del transporte supuso la expansión de las ciudades existentes y la creación de otras nuevas, así como un aumento del número de habitantes en áreas urbanas, y grandes migraciones desde áreas rurales.
Pero aun con el progreso económico y la prosperidad del país, en comparación a las demás repúblicas que conformaban Yugoslavia, la República Socialista de Bosnia y Herzegovina era la más pobre y rural como también la de mayor tasa de desempleo.
En 1992, se produjeron la independencia de Eslovenia y de Guerra de Croacia, que provocaron un brote nacionalista que llevó a que Bosnia y Herzegovina decidiese independizarse el 5 de marzo de 1992 tras un referéndum boicoteado por los serbobosnios donde el 98% de los participantes votó por la independencia del país.
El nuevo estado se llamaría República de Bosnia y Herzegovina dando fin a la República Socialista de Bosnia y Herzegovina.

## Líderes e instituciones

### Presidentes
- Presidente del Consejo Antifascista de Liberación del Pueblo de Bosnia y Herzegovina
  - Vojislav Kecmanović (1943 - 1945)
- Presidentes del Presidium de la Asamblea Popular
  - Vojislav Kecmanović (1945 - 1946)
  - Đuro Pucar (1946 - 1948)
  - Vlado Segrt (1948 - 1953)
- Presidentes de la Asamblea Popular
  - Đuro Pucar (diciembre de 1953 - junio de 1963)
  - Ratomir Dugonjić (1963 - 1967)
  - Džemal Bijedić (1967 - 1971)
  - Hamdija Pozderac (1971 - 1974)
- Presidentes de la Presidencia
  - Ratomir Dugonjić (1974 - 1978)
  - Raif Dizdarević (1978 - 1982)
  - Branko Mikulić (1982 - 1984)
  - Milanko Renovica (1984 - 1985)
  - Munir Mesihović (1985 - 1987)
  - Mato Andrić (1987 - 1988)
  - Nikola Filipović (1988 - 1989)
  - Obrad Piljak (1989 - 1990)

### Primeros Ministros
- Primer Ministro de la R.S. de Bosnia y Herzegovina (Parte del gobierno yugoslavo)
  - Rodoljub Čolaković (1945 - 1945)
  - Rodoljub Čolaković (1945 - 1948)
  - Đuro Pucar (1948 - 1953)
- Presidente del Consejo Ejecutivo
  - Đuro Pucar (1953 - 1953)
  - Avdo Humo (1953 - 1956)
  - Osman Karabegović (1956 - 1963)
  - Hasan Brkić (1963 - 1965)
  - Rudi Kolak (1965 - 1967)
  - Branko Mikulić (1967 - 1969)
  - Dragutin Kosovac (1969 - 1974)
  - Milanko Renovica (1974 - 1982)
  - Seid Maglajlija (1982 - 1984)
  - Gojko Ubiparip (1984 - 1986)
  - Josip Lovrenović (1986 - 1988)
  - Marko Ceranić (1988 - 1990)